# Růžek (Góry Kamienne)
Růžek (634 m n.p.m., niem. Hörnl Berg, cz. Růžek ) – góra północno-zachodnich Czechach, w Sudetach Środkowych, w Górach Kamiennych, w paśmie Gór Suchych (cz. Javoří hory).
Wzniesienie położone w Sudetach Środkowych, w Górach Kamiennych, we wschodniej części pasma Gór Suchych, w bocznym grzbieciku, odchodzącym ku południowemu zachodowi od Leszczyńca, przechodzącym przez Červenu horu i Bobří vrch, zakończonym na południu wierzchołkiem Dlouhý vrch, a na zachodzie wzniesieniem Růžek . Na zachód od wzniesienia znajduje się głęboka dolina, którą płynie Benešovský potok, dopływ Ścinawki.
Jest to wzniesienie zbudowane z permskich skał wylewnych - melafirów (andezytów) i   tufów melafirowych (andezytowych), należących do północnego skrzydła niecki śródsudeckiej.
Szczyt porośnięty w lasem świerkowym (monokultury świerkowe), miejscami zachowały się  dolnoreglowe lasy mieszane lub liściaste (buczyny).
Znajduje się w Obszarze Chronionego Krajobrazu Broumovsko.